# Lagoa Maior
Lagoa Maior, o Lagoa Primeira, o Primeira Lagoa, es el nombre que recibe la principal laguna urbana de las tres que se encuentran en la ciudad de Três Lagoas, en el estado de Mato Grosso do Sul, en Brasil. Se encuentra localizada en las coordenadas 20º46’S; 51º43’W, ocupando un área de 418.000 metros cuadrados. La profundidad no pasa de tres metros.